# Veszprém vármegye története
Veszprém vármegye (németül: Komitat Wesprim, latinul: Comitatus Vesprimiensis) közigazgatási egység volt a Magyar Királyság dunántúli részében. A mai Veszprém vármegye területe nagyrészt megegyezik vele. Központja Veszprém volt. 

## Földrajz
A vármegye középső része hegység, északnyugaton és délkeleten pedig síkság. Középső részén fekszik a Bakony hegység, ettől délre és északra pedig a Kisalföld feküdt. A legfontosabb folyói a Marcal, a Sió. Továbbá a Balaton keleti partjával is határos volt.
Északról Győr vármegye, északkeletről Komárom vármegye, keletről Fejér vármegye, délről Somogy vármegye, délnyugatról Zala vármegye, nyugatról Vas vármegye, északnyugatról pedig Sopron vármegye határolta.

## Történelem
A vármegyét Szent István király hozta létre az államalapítás és a királyi vármegyerendszer megszervezése idején Veszprémvár központtal.
Történelme viszonylag csendes. A második világháború után a vármegye megyévé alakult, területe változott: Siófokot és környékét Somogy megyéhez, az enyingi járást Fejér megyéhez, a zirci járás északkeleti településeit Komárom megyéhez csatolták. Ugyanakkor Vas megyétől a pápai járáshoz csatolták Magyargencset, Kemenesszentpétert és Kemeneshőgyészt, Győr megyétől pedig Gyarmatot, Csíkvándot, Malomsokot. A Balaton északi partját Zala vármegye területéből (a balatonfüredi, tapolcai, sümegi és keszthelyi járásokat) is Veszprém megyéhez csatolták.
A vármegye főispánjai:
- Eszterházy Nepomuk János (1813-)

## Lakosság
A vármegye összlakossága 1891-ben 215.280 fő volt, ebből:
- 177 073 (82,2%) magyar
- 35 962 (16,7%) német
- 1 971 (1,1%) szlovák

## Közigazgatás
A vármegye az állandó járási székhelyek kijelölése (1886) óta öt járásra volt felosztva:
- Devecseri járás, székhelye Devecser
- Pápai járás, székhelye Pápa
- Enyingi járás, székhelye Enying
- Veszprémi járás, székhelye Veszprém
- Zirci járás, székhelye Zirc

1946-ban ide csatolták Zala vármegyétől a Balatonfüredi járást, így ezután az 1950-es megyerendezésig a vármegyében hat járás volt.
A megyében a járásokon kívül két város volt, Pápa és Veszprém, melyek 1929-ig rendezett tanácsú városok, utána megyei városok voltak